# José Gálvez FBC
José Gálvez FBC é um clube de futebol peruano, sediado na cidade de Chimbote, Região de Ancash. Foi fundado em 27 de outubro de 1951 e em 2014 jogou na Segunda Divisão do Peru. No ranking histórico Divisão do Peru o clube está classificado em 25° lugar, depois de campanhas periódicas realizadas na Primeira Divisão. O seu maior rival é o Club Sport Áncash de Huaraz e esta disputa é chamada de Clásico Ancashino.

## Títulos
- Copa Federación: 2012
- Copa Inca: 2011
- Peruvian Segunda División: 2011
- Copa Peru: 1996, 2005
- Liga Departamental de Ancash: 1971, 1994, 1995, 1996, 2001, 2002, 2003, 2005
- Liga Distrital de Chimbote: 1959, 1961, 1967, 1999, 2000, 2001, 2002, 2004

## Elenco
- Atualizado em 18 de dezembro de 2020.

Legenda
- : Capitão
- : Lesão

## Treinadores
- José Basualdo (2006)
- Rafael Castillo (2008–2009)
- Víctor Genés (2009)
- Julio César Uribe (2010)
- Mario Flores (2010)
- Rafael Castillo (2011–2012)
- Wilmar Valencia (2012)
- Javier Arce (2012–2013)
- Nolberto Solano (2013)
- Julio Alberto Zamora (2013–)